# Egialia
Egialia (in greco Αιγιάλεια?, Aigiáleia) è un comune della Grecia situato nella periferia della Grecia occidentale (unità periferica dell'Acaia) con 53.585 abitanti secondo i dati del censimento 2001.
È stato istituito a seguito della riforma amministrativa detta Programma Callicrate in vigore dal gennaio 2011 che ha abolito le prefetture e accorpato numerosi comuni